# Сотниченко Віра Григорівна
Віра Григорівна Сотниченко (нар. 2 січня 1940, село Жукля, тепер Корюківського району Чернігівської області) — українська радянська діячка, 1-й секретар Носівського райкому КПУ Чернігівської області. Член ЦК КПУ в 1986—1991 роках.

## Біографія
Народилася в багатодітній селянській родині колгоспного бухгалтера. Батька, Григорія Макаровича Свириденка, як підпільника, вбили в німецько-радянську війну в лютому 1942 року.
Здобула середню спеціальну освіту в сільськогосподарському технікумі, агроном за фахом. Член КПРС з 1960 року.
З 1966 року працювала головою колгоспу села Климентинівки Менського району Чернігівської області. Тривалий час була головою Олександрівської сільської ради Корюківського району на Чернігівщині. Обиралася секретарем партійної організації колгоспу «Україна» Чернігівської області.
З серпня 1976 року — завідувач організаційного відділу, секретар Носівського районного комітету КПУ Чернігівської області. Закінчила заочну Вищу партійну школу при ЦК КПРС.
У 1985 — червні 1991 року — 1-й секретар Носівського районного комітету КПУ Чернігівської області. У 1990—1991 роках — голова Носівської районної ради депутатів трудящих Чернігівської області.
Позбулася посади першого секретаря райкому в червні 1991 року в результаті масових виступів, які охрестили «носівською революцією». Проти «урядування» Віри Сотниченко застрайкували найбільший в районі завод, школи, демонстранти штурмували райвиконком і райком КПУ, були вибиті вікна і зірвані двері, а мітинг протесту зібрав 10 тис. чоловік.
З серпня 1991 по січень 1992 року — завідувач центру зайнятості населення Носівського району Чернігівської області.
З січня 1992 по 2000 рік — голова колективного сільськогосподарського підприємства-колгоспу імені Леніна села Іржавець Носівського району Чернігівської області. У 1990-х роках була членом Комуністичної партії України, з 2000-х років — членом Соціалістичної партії України.
Потім — на пенсії в місті Носівці Чернігівської області. Автор спогадів «Носівський район в часи Перебудови у 80-х роках XX ст.», опублікованих у книзі: Фурса В. М. Славні імена Носівщини. 2-ге видання, доповнене, перероблене. Ніжин: ТОВ «Аспект-Поліграф», 2012.

## Нагороди
- ордени[джерело?]
- медалі
- Почесна грамота Президії Верховної Ради УРСР (29.12.1989)
- Почесна грамота Носівської районної державної адміністрації та районної ради (2020) — за багаторічну сумлінну працю в органах місцевого самоврядування, активну життєву позицію та з нагоди дня народження.